# Leopold Pospíšil
Leopold Jaroslav Pospíšil (1923-2021) est un anthropologue tchèque ayant fait sa carrière aux États-Unis. Sa spécialité est l'anthropologie juridique. Il est principalement connu pour son idée des « niveaux juridiques », selon laquelle on peut identifier différents systèmes autonomes de droit au sein d'une même société.

### Mémoires
- (en) Leopold Pospisil (préf. Jaroslav Jiřík & Martin Soukup), Adventures in the 'Stone Age': a New Guinea diary, Charles University, Karolinum Press, 2021 (ISBN 978-80-246-4751-7)